# Časnik mirotvorac
Časnik mirotvorac je hrvatski dokumentarni film iz 2009. godine autora Dražena Bušića. Nastao je u produkciji Zaklade "Dr. Ivan Šreter". Svečana premijera bila je 9. lipnja 2009. godine. Film je 2017. godine objavljen u remasteriranoj inačici. Film je o dru Ivanu Šreteru, ravnatelju bolnice u Lipiku, najviše rangiranom dužnosniku Republike Hrvatske koji je poginuo u Domovinskom ratu. Prije Domovinskog rata bio je zatvoren zbog uporabe hrvatskog jezika u komunikaciji s osobljem JNA. Šreter je početkom velikosrpske oružane pobune obnašao dužnost predsjednika Kriznog štaba za Zapadnu Slavoniju. Dužnost je prihvatio dragovoljno. Uoči demokratskih promjena postao je članom HDZ-a. Dr. Šreter je bio po nekima "hrvatski Gandhi", jer je vjerovao u mir i zajednički život svih naroda živućih na prostoru Republike Hrvatske. Iskreni ljubitelj ljudskog života, kao pravi liječnik, nastojao je izbjeći rat, krvoproliće, zalagao se za mirna rješenja, liječio je svakoga bez obzira na vjeru i naciju. Radio je da sa Srbima mirnim putem dođe do mira. Srbe je nazivao braćom, no nije urodilo plodom. Četnici su mirotvorca Šretera dan nakon izbijanja balvan-revolucije 18. kolovoza 1991. godine kukavički zarobili na barikadama u selu Kukunjevcu, potom prebacili u kuću blizu zloglasnog logora Bučje gdje je nakon velikih mučenja ubijen. Ne zna se gdje su mu posmrtni ostatci. 
U dokumentarcu govore i svećenici, Šreterov duhovnik na studiju Tomislav Ivančić i Živko Kustić. Oboje su ocijenili da je dr. Šreter obilježja kršćanskog mučenika i da za njega treba biti pokrenut postupak za proglašenje blaženim.

## Vanjske poveznice
- YouTube, najava filma
- YouTube, Časnik mirotvorac, cijeli film